# 데이비드 A. 와일리

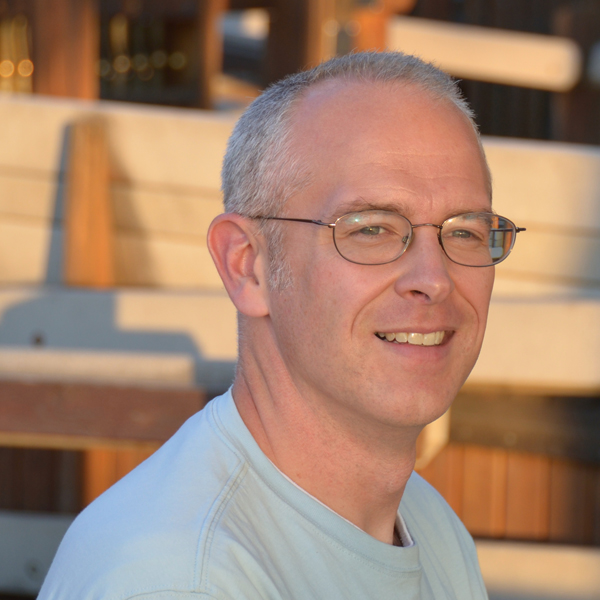
데이비드 와일리, 2012년 10월

데이비드 A. 와일리 (영어: David A. Wiley)는 루멘 러닝(Lumen Learning)의 최고연구관리자이다. 크리에이티브 커먼즈의 교육이사이며, 그가 부교수로 일했던 브리검영 대학의 수업 심리학 & 기술 학과의 전직 비상근 교수이기도 하다. 오픈 콘텐츠와 OER, 그리고 비공식적 온라인 학습 커뮤니티에 대한 와일리의 기여는 뉴욕 타임즈, MIT 테크놀로지 리뷰, 더 힌두, 와이어드 등의 국제 여러 학술지에서 다뤄졌다. 또한 와일리는 유니버시티 오브 피플의 자문 위원단의 전 회원이었다.